# Broekslootmolen

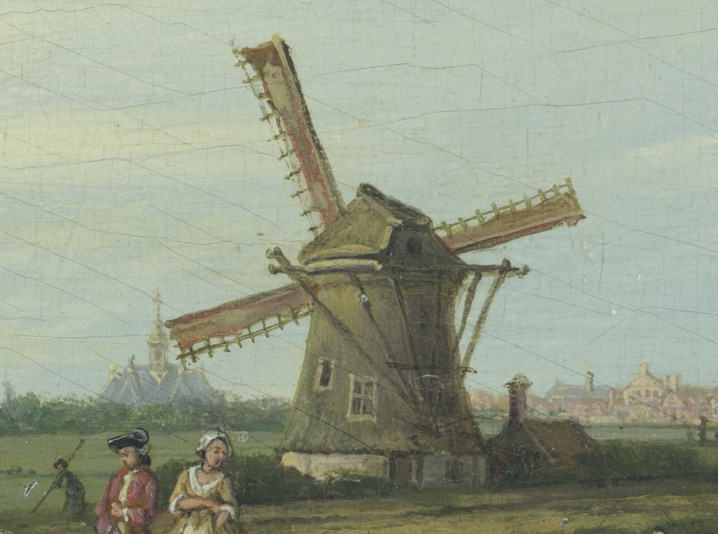
De Broekslootmolen, uitvergroot deel van een schilderij van PC La Fargue c.1765.

De Nederlandse Broekslootmolen in de gemeente Rijswijk (Zuid-Holland) was een poldermolen die in de 16e eeuw "Nieuwe molen" werd genoemd. Samen met de oudere Laakmolen of de voorganger daarvan; de Raemolen, diende de molen om de weilanden van de Noordpolder droog te malen.
De Broekslootmolen, eigendom van het Hoogheemraadschap Delfland, werd in 1880 vervangen door een gemaal. De eerste machinist van het stoomgemaal was in 1871 Leendert Schilperoort. De voormalige molenaar werd niet ontslagen, doch kreeg de functie van assistent van Schilperoort.